# ABCDEFU
Singles de Gayle
Oscar Nominated
(2021) Ur Just Horny
(2022)
Clip vidéo
[vidéo] « "abcdefu" », sur YouTube
ABCDEFU (aussi stylisé abcdefu) est une chanson de Gayle sortie le 13 août 2021.

## Accueil
La chanson marque la première sortie d'un single depuis que la chanteuse basée à Nashville a signé avec Atlantic en 2021. Sur son TikTok, Gayle a mis en ligne une vidéo où elle a déclaré « Je n'ai plus d'idées [de chanson] » et a demandé à ses abonnés de commenter la chanson. « Commentez n'importe quoi et je ferai de mon mieux pour en faire une chanson ». Nancy Berman, responsable marketing chez Atlantic Records, a demandé une chanson incorporant l'alphabet. En quelques jours, Gayle a téléchargé une autre vidéo d'elle grattant le refrain de la chanson.
Selon Gayle, la chanson « est venue d'un endroit où j'essayais si fort d'être l'ex-petite amie gentille et respectueuse, au point où cela m'affectait négativement ». Dans une interview avec Tongue Tied Mag , Gayle a expliqué l'inspiration derrière la chanson : « Après la rupture, j'essayais vraiment, vraiment dur d'être une personne gentille - comme, en surcompensant - comme, la semaine après notre rupture debout, je l'ai appelé et je lui ai dit : « Hey, bud!' and 'What's up, my friend?! » ». Le 31 mars 2021, Gayle a déclaré sur Instagram qu'elle s'était disloqué le majeur et que la radiographie de l'hôpital a été utilisée pour la pochette du single.
La chanson a connu un succès grand public quelques mois après sa sortie, dépassant plus de 500 millions de flux mondiaux en mars 2022.
Gayle a depuis publié différentes versions de la chanson, y compris la démo, une « version chill » et une « version plus agressive ».
Commercialement, ABCDEFU a atteint le numéro un du Billboard Global 200 et a culminé au numéro trois du Billboard Hot 100 américain. De plus, ABCDEFU a dominé les charts en Autriche, en Belgique (Wallonie), en Finlande, en Allemagne, en Islande, en Irlande, au Luxembourg, en Malaisie, en Norvège, en Suède, en Suisse et au Royaume-Uni.

## Clip
Le clip est sorti le même jour que le single lui-même, c'est-à-dire le 13 août 2021. La vidéo a été tournée via un caméscope avec un rapport hauteur / largeur de 4:3 à une faible résolution pour évoquer une sensation de vidéo domestique du début des années 2000. Dans le clip vidéo, la chanteuse et ses amis visitent la maison de son ex.

## Classements et certifications
| Classement (2021-2022)                  | Meilleure position |
| --------------------------------------- | ------------------ |
| Allemagne (GfK Entertainment)           | 1                  |
| Australie (ARIA)                        | 2                  |
| Autriche (Ö3 Austria Top 40)            | 1                  |
| Belgique (Flandre Ultratop 50 Singles)  | 2                  |
| Belgique (Wallonie Ultratop 50 Singles) | 1                  |
| Canada (Canadian Hot 100)               | 2                  |
| Danemark (Tracklisten)                  | 9                  |
| Espagne (PROMUSICAE)                    | 30                 |
| États-Unis (Billboard Hot 100)          | 3                  |
| États-Unis (Adult Top 40)               | 1                  |
| États-Unis (Top 40 Mainstream)          | 1                  |
| Finlande (Suomen virallinen lista)      | 1                  |
| France (SNEP)                           | 4                  |
| Irlande (Irish Singles Chart)           | 1                  |
| Italie (FIMI)                           | 6                  |
| Global 200                              | 1                  |
| Norvège (VG-lista)                      | 1                  |
| Nouvelle-Zélande (RMNZ)                 | 3                  |
| Pays-Bas (Single Top 100)               | 4                  |
| Portugal (AFP)                          | 3                  |
| Royaume-Uni (UK Singles Chart)          | 1                  |
| Suède (Sverigetopplistan)               | 1                  |
| Suisse (Schweizer Hitparade)            | 1                  |